# Гильом XI (граф Оверни)
Гильом XI (Guillaume XI d’Auvergne) (ум. 1279) — граф Оверни и Булони с 1277.
Сын Роберта V д’Овернь и Элеоноры де Баффи.
По завещанию отца, датированному 11 января 1277 года, унаследовал оба его графства. Братьям достались: Роберту — сеньория Комбрайль, Годфруа и Гюйе (собиравшимся принять священнический сан) — денежные выплаты. Сёстры, Матильда и Мария, получили деньги на приданое (но Мария предпочла стать монахиней). Элеоноре де Баффи в качестве вдовьей части была завещана сеньория Шатонёф.
О правлении Гильома XI известно только то, что он первый в роду принял герб с гонфалоном аббатства Орийяк на золотом щите.
Жюстель (Henri Justel) утверждает, что Гильом XI был женат на дочери Умберта де Божё, коннетабля Франции.
Гильом XI умер в 1278 или в начале 1279 года, и ему наследовал брат — Роберт VI.